# Julius Hirschberg
Julius Hirschberg (Potsdam, 18 settembre 1843 – Berlino, 17 febbraio 1925) è stato un oculista tedesco.
Docente straordinario dal 1879 e ordinario dal 1900, escogitò l'estrazione delle schegge metalliche dall'occhio mediante l'uso di un elettromagnete.